# Cesare Cantù

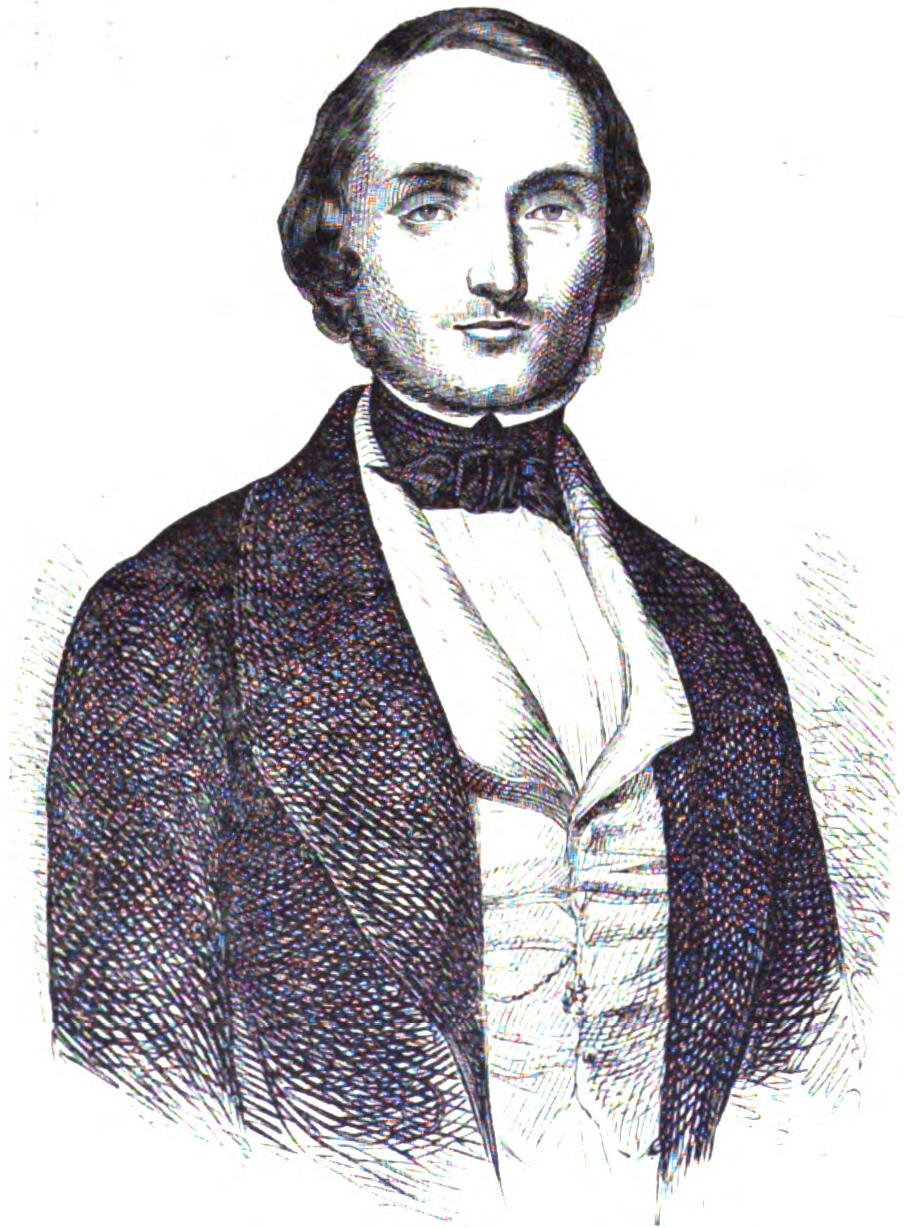
Cesare Cantù, 1847.

Cesare Cantù (* 5. Dezember 1804 in Brivio, Provinz Lecco; † 11. März 1895 in Mailand) war Gelehrter und Schriftsteller.
Cesare Cantù widmete sich infolge der Bedürftigkeit seiner Eltern dem geistlichen Stande, trat aber noch vor Empfang der Weihen aus dem Seminar aus, bekleidete Lehrerstellen in Sondrio, Como und Mailand und zog bereits 1825 mit dem lyrischen Werk Algiso o La lega lombarda sowie einer zehnbändigen Geschichte der Stadt und Diözese Como Storia della citta e della diocesi di Como die Aufmerksamkeit auf sich. Er stand im Briefwechsel mit seinem Freund, dem Tessiner Staatsrat Stefano Franscini.
Später widmete er sich vornehmlich literaturgeschichtlichen Arbeiten und schrieb über Alessandro Manzoni, George Byron, Victor Hugo, Giuseppe Parini wie auch die deutsche Literatur. Von 1874 bis zu seinem Tod war er Direktor des Staatsarchivs Mailand.

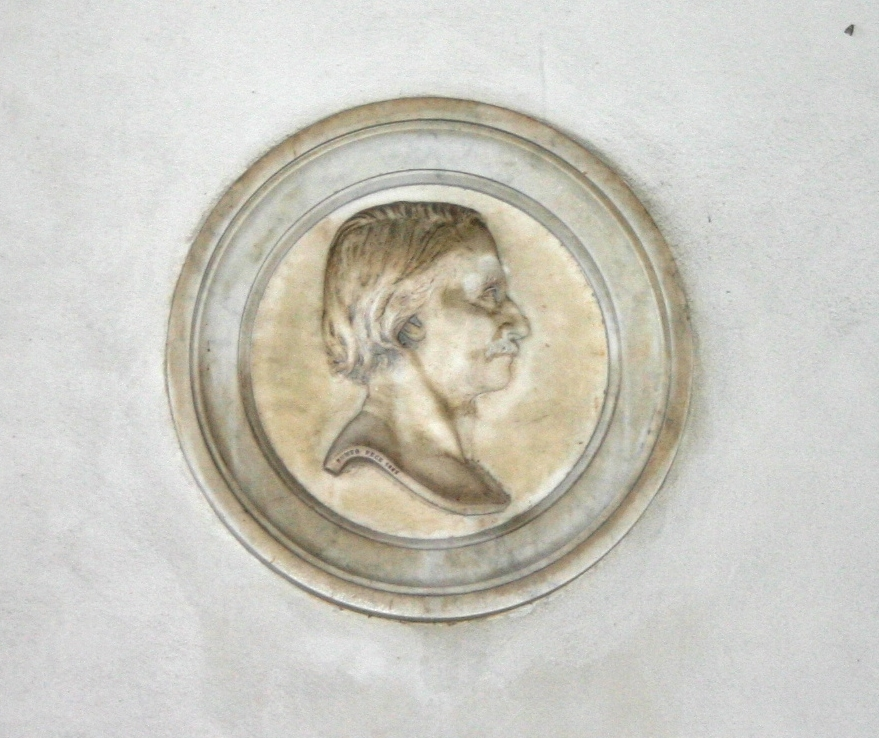
Porträtrelief im Palazzo del Senato, Mailand

Mit Eifer betrieb er auch historische Studien, zog sich 1833 mit seinen Sulla storia Lombarda del secolo XVII eine gerichtliche Verfolgung zu, wurde eingekerkert und schrieb im Gefängnis seine Margherita Pusterla, den populärsten historischen Roman der Italiener nach den Commento storico ai Promessi sposi o La Lombardia nel secolo XVII, den indessen die österreichische Zensur erst nach drei Jahren freigab. Auch fasste er damals den Plan seiner groß angelegten Storia universale. Ab 1861 war er assoziiertes Mitglied der Académie royale des Sciences, des Lettres et des Beaux-Arts de Belgique und ab 1869 korrespondierendes Mitglied der Accademia della Crusca in Florenz.

## Weblinks

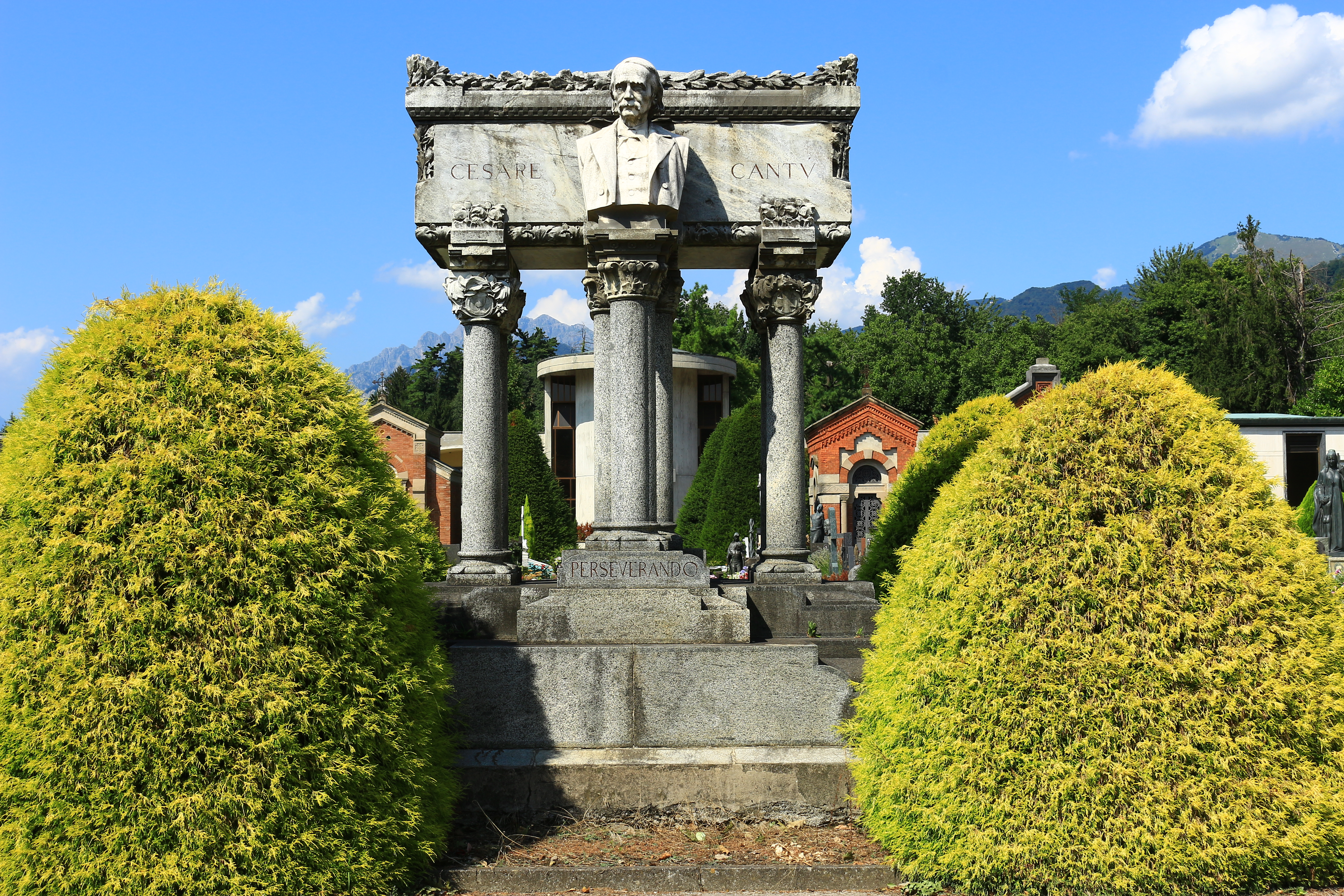
Grab von Cesare Cantù (Brivio)